# نفق الفرسان

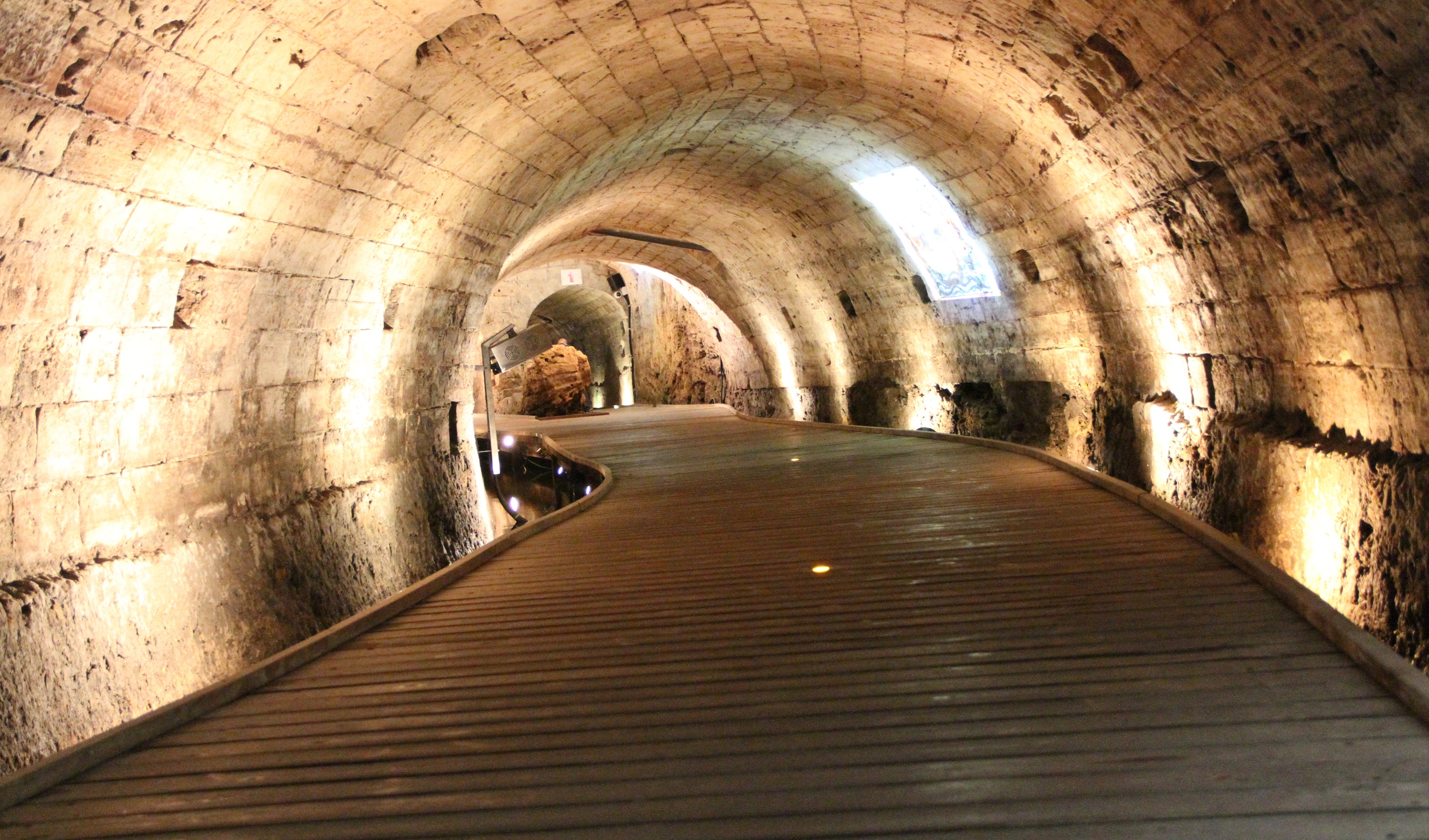
من داخل نفق الفرسان.

نفق الفرسان أو التمبلريين (بالعبرية: מנהרת הטמפלרים) هو نفق يصل طوله إلى 350 مترًا في مدينة عكا شمال إسرائيل. ويمتدّ من القلعة التمپلاريّة غربًا، حتى ميناء عكا شرقًا. يعبر بطريقه الحي الپيزاني، وقد أستخدم في السابق كممر إستراتيجي تحت الأرض، وصل بين القلعة والميناء. الجزء السفلي من النفق مشقوق في الصخر الطبيعي، أما جزءه العلوي فمبني من حجارة مصقولة، وفوقها قبة أشبه بتقوس نصف أسطواني.

## التاريخ

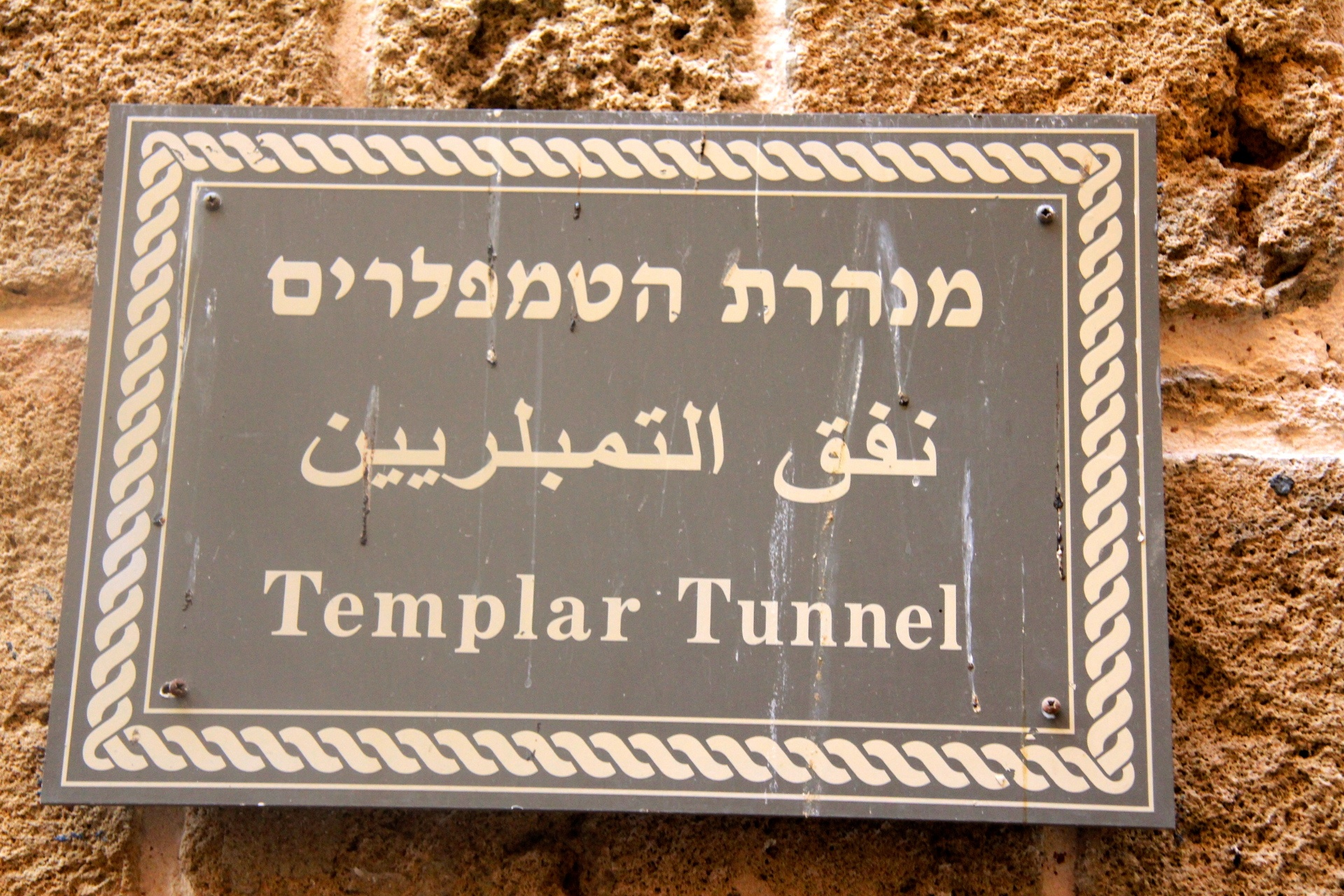
لافتة تشير إلى النفق باسم: "نفق التمبلريين".

كان التمپلاريّون (الفرسان) رهبنة عسكرية ساعدت باسم البابا المرضى والحجاج الذين قدموا من أوروبا إلى بلاد الشام، لزيارة الأماكن المقدسة. واستقروا في القدس في جبل الهيكل ومن هنا جاء إسمهم «التمپلاريّون» أي حرّاس المعبد (temple). بعد فتح القدس بيد صلاح الدين الأيوبي عام 1187، اختار التمپلاريّون عكا مقرًا لهم، وبدأوا ببناء حيّهم في القسم الجنوبي الغربي من المدينة.

## السياحة
في عام 1994 تم اكتشاف النفق، وقد قامت شركة «تطوير عكا القديمة» بالتعاون مع «سلطة الآثار» بتجهيز النفق ليكون صالحًا لإستقبال السياح، وقد أفتتح القسم الغربي منه أمام الجمهور في آب 1999. وبين الأعوام 1999 و2007 واصلت شركة «تطوير عكا القديمة» أعمال الكشف والترميم في القسم الشرقي من النفق، وفي عام 2007 تم افتتاح كامل النفق أمام الجمهور.
بدءًا من 1 ديسمبر 2011 وبميزانية من وزارة السياحة الإسرائيلية، تم بث رسوم متحركة على الجدران جنبًا إلى مؤثرات صوتية، حيث شكلت مجمل هذه المرئيات المتطورة مركبًا تقنيًا يكشف عن قليل من حياة عكا في الحقبة الصليبية وعن تاريخ الرهبنة التمپلارية.